# Узел Гарда
У́зел Га́рда в альпинизме (от англ. Garda Hitch) — тормозящий вспомогательный узел, который завязывает альпинист между парой карабинов альпинистской верёвкой, обеспечивая себе самостраховку. Также применяется при спасательных работах, организации полиспаста, подъёме груза, натягивании навесной переправы.

## Способ завязывания

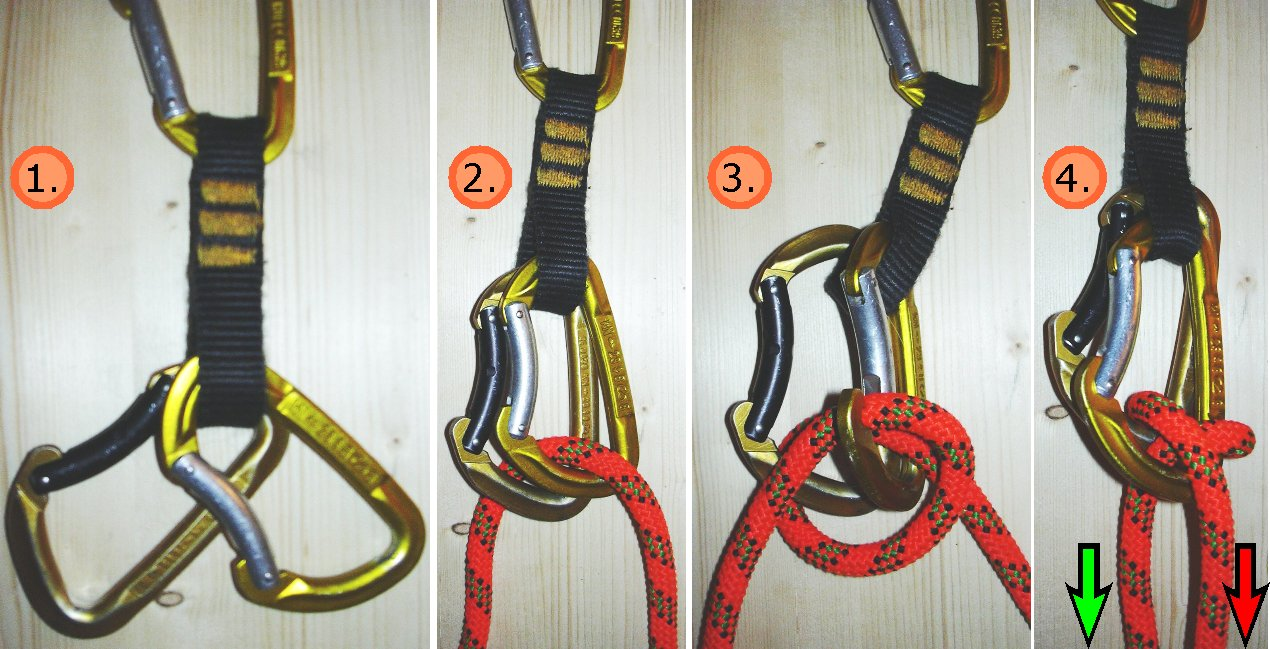
1. Взять оттяжку с тремя немуфтованными[11] карабинами на мягкой петле[12]. 2. Прощёлкнуть основную верёвку на карабины, образовав петлю. 3. Сделать вторую петлю, разместив коренной конец верёвки между карабинами[13]. 4. Нагрузить.

## Признаки
Плюсы
- Узел — прост
- Надёжно держит обледенелую верёвку[14]
- Позволяет свободно передвигать верёвку в одну сторону и надёжно стопорит без проскальзывания в другую сторону

Минусы
- Необходима пара одинаковых карабинов
- Необходимы немуфтованные карабины
- Необходима мягкая петля
- Нерекомендован при верхней страховке[15]

## Применение
В альпинизме
- При организации полиспаста[16]
- При подъёме по верёвке[17]
- Для навесной переправы[18]